# Point Samson
Point Samson – miasto w Australii, w stanie Australia Zachodnia, nad Oceanem Indyjskim.